# Robinho
Robson de Souza (n. 25 ianuarie 1984, São Vicente, São Paulo, Brazilia), cunoscut ca Robinho, este un fost fotbalist brazilian care a evoluat pe postul de atacant. Robinho este cunoscut pentru instinctul său de atacant, dribblingul și controlul bun al balonului.

## Carieră

### Santos
Născut în São Vicente, São Paulo, Robinho a semnat primul său contract profesional cu Santos în 2002 la vârsta de 18 ani. A marcat un gol în primul său sezon în Campeonato Brasileiro, în cele 24 de apariții, Santos câștigând în același an campionatul. A ajuns în finala Cupei Libertadores în 2003, dar Santos a pierdut în fața echipei argentiniene Boca Juniors. Doi ani mai târziu, Santos reușea să câștige titlul din nou, după ce Robinho marcase 21 de goluri în cele 37 de apariții.
După evoluțiile bune din acel sezon, Robinho atrase atenția marilor cluburi din Europa în 2004. Totuși, el a rămas în America de Sud după ce Santos a refuzat toate ofertele. Forma sa a scăzut după ce mama sa, Marina da Silva Souza, a fost răpită în casa din Praia Grande pe data de 6 noiembrie, fiind apoi eliberată după jumătate de an, nevătămată, după ce a fost răscumpărată.
După ce a marcat 9 goluri în 12 apariții, talentul său a scos la iveală tot mai mult interesul forțelor Europei. Santos, realizând că nu-și mai poate obliga starul să rămână, l-a vândut pe Robinho celor de la Real Madrid, care au acceptat să-i ofere clubului brazilian 60% din totalul clauzei de reziliere, adică 24 de milioane de euro.

### Real Madrid

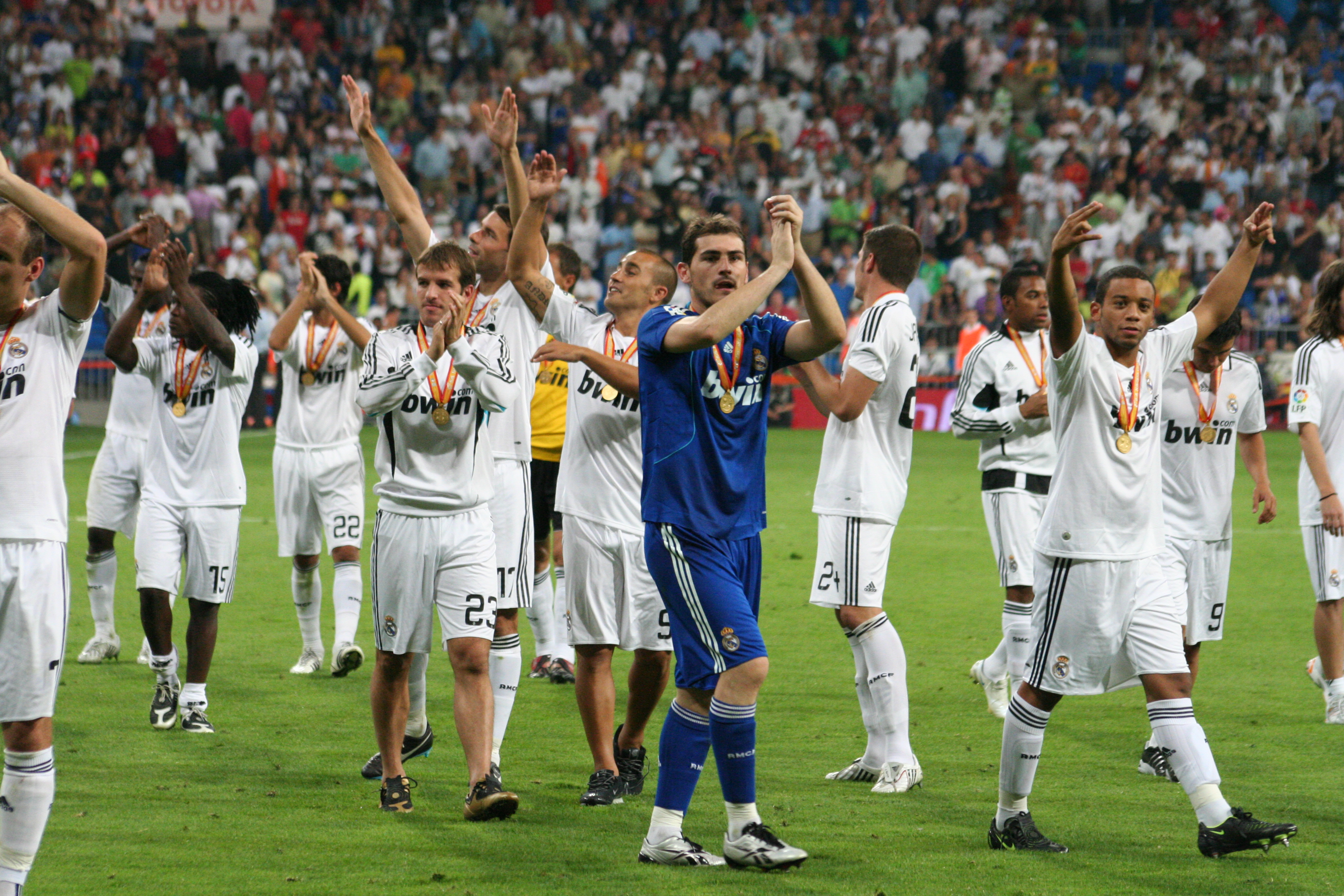
Robinho (spate dreapta) celebrând câştigarea Supercupei Spaniei 2008

Robinho a primit tricoul cu numărul 10 la Real Madrid, care a fost purtat înainte de venirea lui de Luís Figo. A marcat 14 goluri în cele 37 de apariții din primul său sezon. La începutul sezonului 2006-2007, Robinho și David Beckham au fost puși să stea pe bancă de către antrenorul Fabio Capello până în iarnă când, în a doua parte a sezonului, s-au regăsit amândoi în primul unsprezece al Realului, sezon în care echipa din Madrid a câștigat tilul cu numărul 30, fiind al treilea titlu din cariera lui Robinho.
După ce Fabio Capello a fost demis, Bernd Schuster a fost ales ca principal la Real Madrid. Robinho a reușit să marcheze 11 goluri și să aibă 8 pase decisive în sezonul 2007-2008, marcând de asemenea 4 goluri în Liga Campionilor. După aceea Robinho s-a accidentat la începutul jumătății sezonului, nereușind să se recupereze suficient de rapid pentru a juca contra Romei în Liga Campionilor. O săptămână după, Robinho a reușit să reaprindă speranțele câștigării titlului după ce a marcat 2 goluri pe data de 3 martie 2008 contra lui Recreativo de Huelva. Acea victorie a ținut-o la distanță pe Barça, Realul reușind să-și securizeze cel de-al 31-lea titlu, al patrulea din carieră pentru Robinho.
Robinho a fost al treilea marcator al Realului în cei 3 ani petrecuți la Madrid, în spatele lui Raúl și al lui Ruud van Nistelrooy. De asemenea, a fost al doilea ca asisturi, după Guti, și singurul alături de coechipierul Iker Casillas care a reușit să se claseze în primii 10 candidați la Balonul de Aur.
Președintele Realului, Ramón Calderón a promis că va negocia un nou contract cu Robinho, lucru care nu s-a întâmplat. Acesta spera ca Robinho să facă parte dintr-un viitor transfer al lui Cristiano Ronaldo în vara lui 2008. Cum transferul lui Cristiano Ronaldo nu s-a materializat, Ramón Calderón i-a oferit până la urmă un contract lui Robinho, dar brazilianul l-a refuzat, Realul lăsându-l pe Robinho să discute cu echipa din Premier League, Chelsea.

### Manchester City

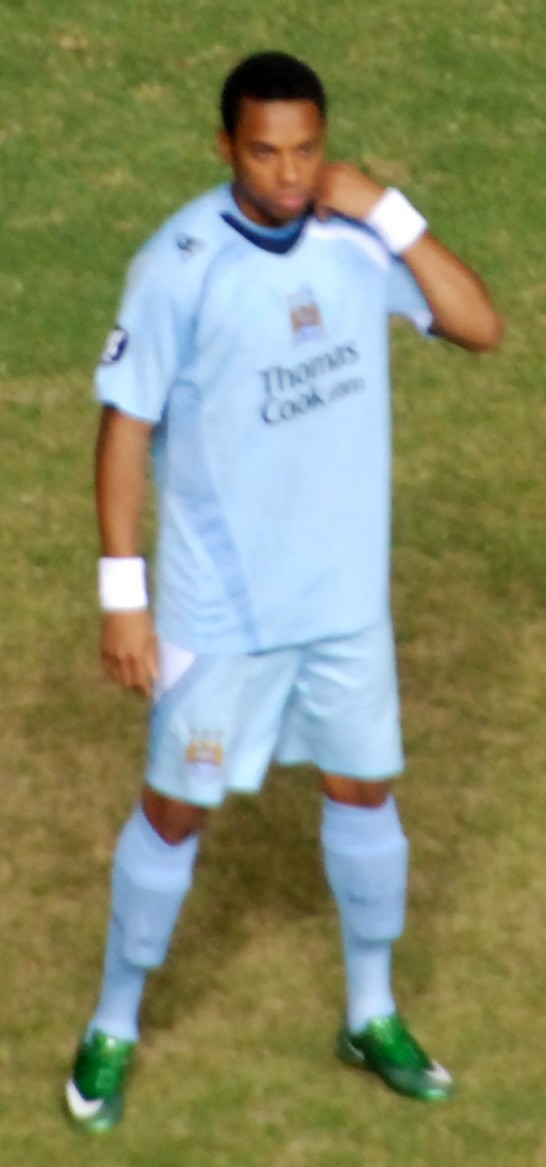
Robinho la Manchester City în 2008

Pe data de 1 septembrie 2008, ultima zi din perioada de transferuri din Premier League, Robinho a completat o ofertă de 42,5 milioane de euro (32,5 milioane de lire sterline) din partea lui Manchester City, având un contract care se desfășura pe o perioadă de 4 ani. În aceeași zi cu mutarea brazilianului clubul englez a fost cumpărat de compania arabă Abu Dhabi United Group.

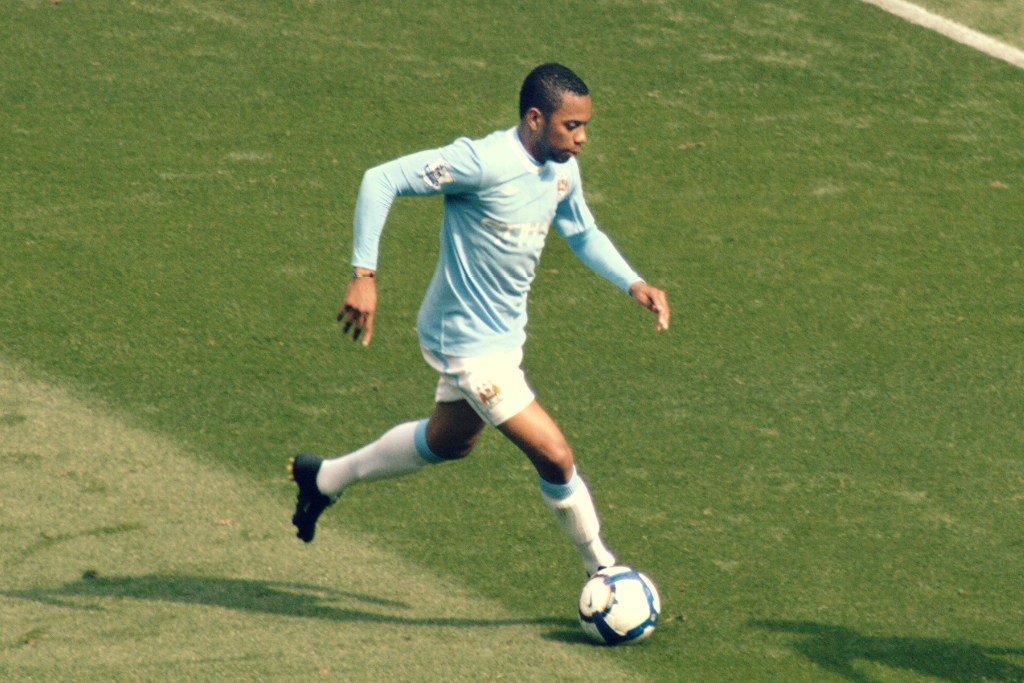
Robinho jucând la Manchester City în 2009

Înainte de a ajunge la City, Robinho a fost curtat de Chelsea. Robinho și-a dorit foarte mult să ajungă în Londra, chiar și Realul lăsându-l să plece, dar transferul nu s-a mai concretizat. Dorința de a ajunge la Chelsea a fost văzută după ce a spus: În ultima zi, Chelsea mi-a făcut o ofertă irefuzabilă. Reporterul i-a răspuns: Vrei să spui Manchester City, nu?, Da, scuzați-mă. a spus el.
Într-un interviu acordat the The Guardian, Robinho a spus că Manchester City începe să devină un club mare și că a venit la clubul din Manchester din cauza prietenilor brazilieni, Jô și Elano. Și-a făcut debutul într-o înfrângere acasă cu 3-1, ironic, chiar contra lui Chelsea. Pe data de 26 octombrie a înscris primul său hattrick contra celor de la Stoke City, primul său gol european pentru Manchester City survenind într-o victorie cu 3-2 din grupele Cupei UEFA contra lui Twente pe data de 6 noiembrie. Prima oară când i-a fost oferită banderola de căpitan a fost într-un meci contra celor de la Hull City, încheiat la egalitate, 2-2, când căpitanul Richard Dunne era suspendat.
Pe data de 19 aprilie a marcat cel de-al 13 gol pentru echipa din Manchester contra lui Everton pe 25 aprilie, Prima victorie a lui Manchester City din 31 august 2008. Săptămâna imediat următoare a reușit să marcheze 3 goluri la rând în tot atâtea meciuri contra lui Blackburn Rovers, ajutând-o pe Manchester City să câștige cu 3-1. A terminat sezonul ca golgeter al grupării din Manchester și al 4-lea din Premier League.
Al doilea său sezon nu a fost așa de bun: după o accidentare gravă care l-a ținut pe bancă 3 luni, acesta a jucat doar 12 meciuri (10 în Premier League), marcând un singur gol împotriva divizionarei secunde Scunthorpe United în Cupa FA. Acesta s-a transferat în iarnă.

### Întoarcerea la Santos
Pe data de 28 ianuarie 2010, Robinho s-a întors la primul său club, Santos, printr-un împrumut de jumătate de an. Acesta a declarat că s-a întors la clubul din orașul său natal deoarece vrea să joace toate meciurile pentru a putea ajuce la CM 2010 cu Brazilia, refuzând o ofertă de la São Paulo FC. Acesta a marcat un gol cu călcâiul împotriva echipei menționate mai devreme, completând în ultimele 5 minute victoria lui Santos cu 2-1. După ce a ajutat-o pe Santos să câștige Copa Libertadores, acesta a declarat că ar prefera să rămână în Brazilia, dar Manchester City a refuzat să-i prelungească împrumutul sau să accepte un eventual transfer.

### AC Milan

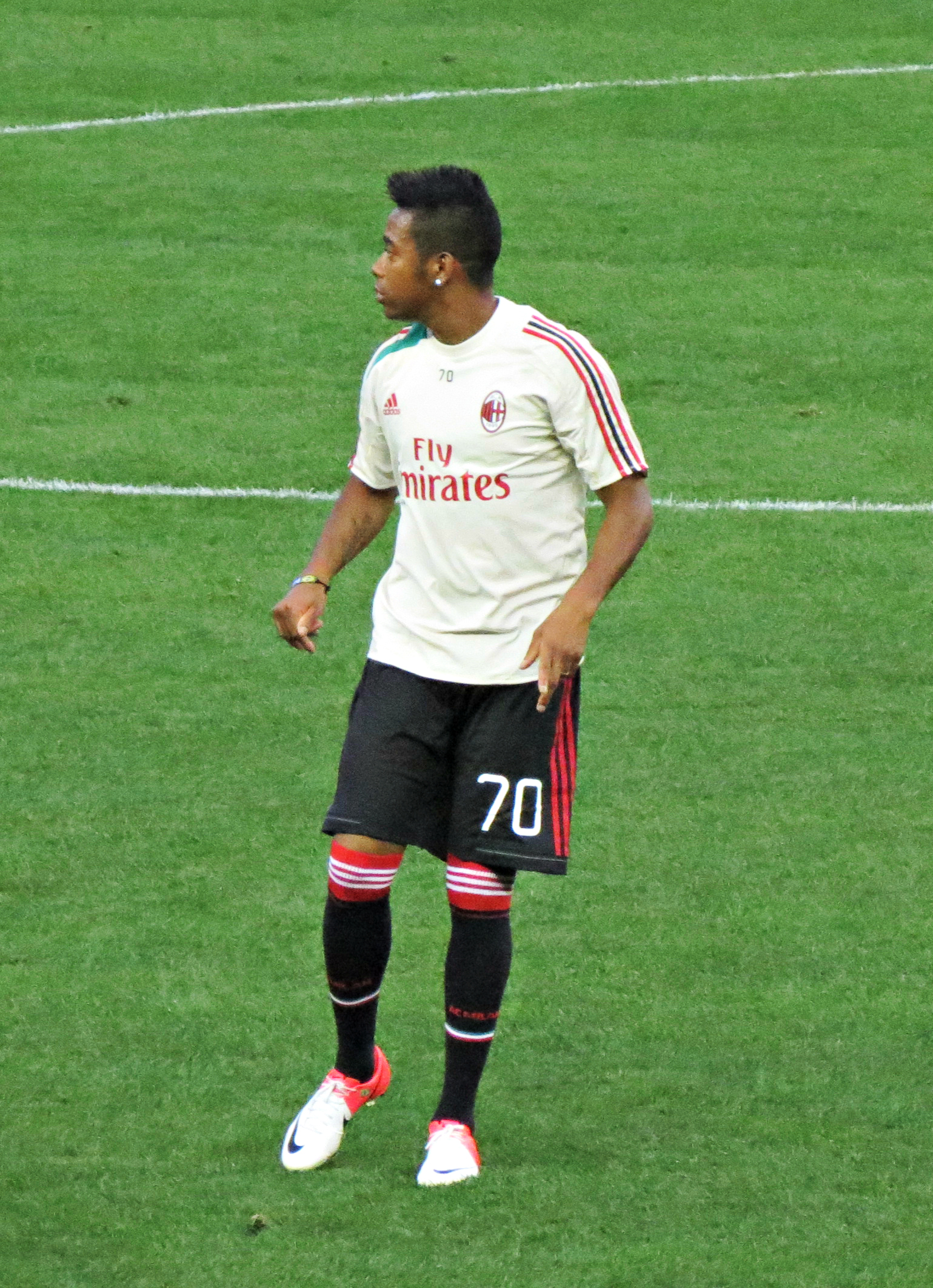
Robinho evoluând pentru AC Milan în 2012

Pe data de 31 august 2010, Robinho s-a transferat la AC Milan în Serie A, pentru 18 milioane de euro (15 milioane de lire sterline), semnând un contract pe 4 ani. Și-a făcut debutul ca rezervă într-o înfrângere cu 2-0 contra nou-promovatei Cesena. Primul său meci în primul unsprezece a fost într-o victorie cu 1-0 contra lui Genoa. Pe data de 16 octombrie 2010 a marcat primul său gol contra lui Chievo stabilind scorul final în prelungiri, 3-1 pentru Milano. În sezonul 2011-2012, a reușit să ajute Milanul să ajungă pe un dezamăgitor loc 2 în Serie A, marcând 11 goluri în tot sezonul. După ce Alexandre Pato a primit numărul 9, primind numărul fostului atacant Pippo Inzaghi, care s-a retras, Robinho a primit tricoul numărul 7, după ce în sezonul precedent a primit numărul 70.

## Cariera internațională

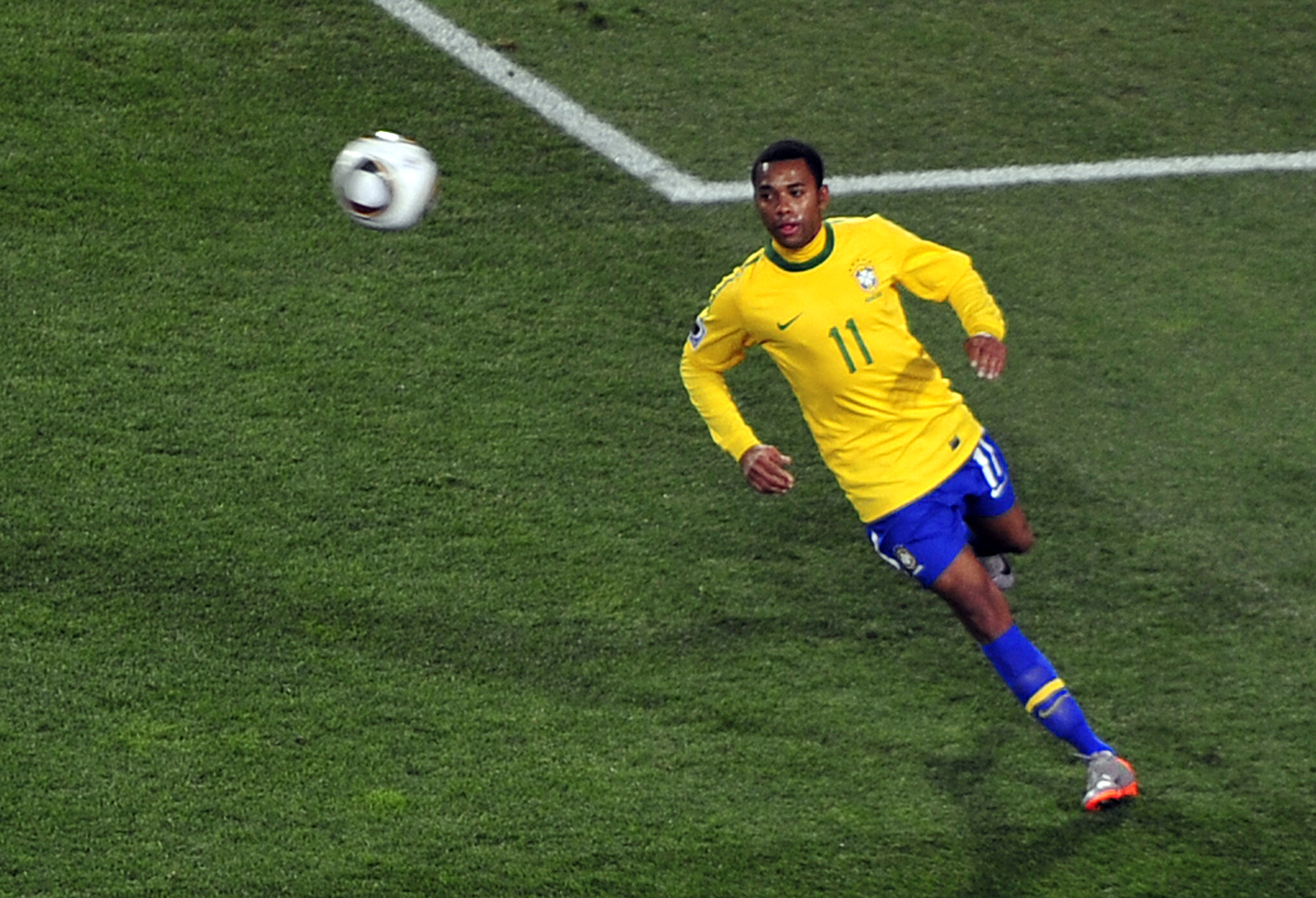
Robinho evoluând pentru Brazilia în sferturile de finală ale CM 2010

Robinho a jucat pentru prima oară la echipa națională de fotbal a Braziliei într-un meci din Cupa de Aur CONCACAF 2003 pe data de 13 iulie, meci pierdut de brazilieni cu 1-0 împotriva echipei naționale de fotbal a Mexicului. A făcut parte din echipa națională de fotbal a Braziliei în Cupa Confederațiilor FIFA, pe care a și câștigat-o. În Cupa Americii 2007, Robinho a fost ales cel mai bun jucător al turneului, dar și gheata de aur. Pe data de 28 iunie 2009, Robinho a fost ales în echipa națională de fotbal a Braziliei la Cupa Confederațiilor FIFA 2009, o competiție în care a jucat toate meciurile, câștigând turneul. Pe data de 28 iunie 2010, a marcat un gol împotriva echipei naționale de fotbal a Chile, ajutându-și echipa să ajungă în sferturile de finală a CM 2010, în care a marcat un gol contra echipei naționale de fotbal a Țărilor de Jos, dar în care echipa sa a pierdut cu 2-1, adversara ei reușind mai apoi să ajungă în finala competiției.

## Viața personală
În noiembrie 2004, mama lui Robinho a fost răpită. A fost eliberată nevătămată o lună mai târziu.
În 2009, Robinho s-a însurat cu Vivian Gugliemetti. Cuplul are doi fii: Robson Jr. (n. 17 decembrie 2007, Santos, São Paulo, Brazilia) și Gianluca (n. 20 aprilie 2011, São Paulo, Brazilia).
În ianuarie 2009, Robinho a fost arestat și anchetat pentru viol. În aprilie 2009, poliția din West Yorkshire din Anglia a anunțat că el nu mai este cercetat penal.

## Statistici carieră

### Club
La 1 aprilie 2014.
| Club            | Sezon        | Campionat      | Campionat | Campionat | Cupă    | Cupă   | Cupa Ligii | Cupa Ligii | Continental | Continental | Altele  | Altele | Total   | Total  |
| Club            | Sezon        | Divizia        | Meciuri   | Goluri    | Meciuri | Goluri | Meciuri    | Goluri     | Meciuri     | Goluri      | Meciuri | Goluri | Meciuri | Goluri |
| --------------- | ------------ | -------------- | --------- | --------- | ------- | ------ | ---------- | ---------- | ----------- | ----------- | ------- | ------ | ------- | ------ |
| Santos          | 2002         | Série A        | 30        | 10        | –       | –      | –          | –          | –           | –           | –       | –      | 30      | 10     |
| Santos          | 2003         | Série A        | 32        | 9         | –       | –      | –          | –          | 14          | 4           | –       | –      | 46      | 13     |
| Santos          | 2004         | Série A        | 37        | 21        | –       | –      | –          | –          | 8           | 4           | –       | –      | 45      | 25     |
| Santos          | 2005         | Série A        | 11        | 7         | –       | –      | –          | –          | 9           | 6           | –       | –      | 20      | 13     |
| Santos          | Total        | Total          | 110       | 47        | 0       | 0      | 0          | 0          | 31          | 14          | 0       | 0      | 141     | 61     |
| Real Madrid     | 2005–06      | La Liga        | 37        | 8         | 6       | 4      | –          | –          | 8           | 0           | –       | –      | 51      | 12     |
| Real Madrid     | 2006–07      | La Liga        | 32        | 6         | 2       | 1      | –          | –          | 7           | 1           | –       | –      | 41      | 8      |
| Real Madrid     | 2007–08      | La Liga        | 32        | 11        | 2       | 0      | –          | –          | 6           | 4           | 2       | 0      | 42      | 15     |
| Real Madrid     | 2008–09      | La Liga        | 0         | 0         | 0       | 0      | –          | –          | 0           | 0           | 1       | 0      | 1       | 0      |
| Real Madrid     | Total        | Total          | 101       | 25        | 10      | 5      | 0          | 0          | 21          | 5           | 3       | 0      | 135     | 35     |
| Manchester City | 2008–09      | Premier League | 31        | 14        | 0       | 0      | 0          | 0          | 10          | 1           | 0       | 0      | 41      | 15     |
| Manchester City | 2009–10      | Premier League | 10        | 0         | 1       | 1      | 1          | 0          | –           | –           | –       | –      | 12      | 1      |
| Manchester City | Total        | Total          | 41        | 14        | 1       | 1      | 1          | 0          | 10          | 1           | 0       | 0      | 53      | 16     |
| Santos (loan)   | 2010         | Série A        | 2         | 0         | 9       | 6      | –          | –          | 0           | 0           | 12      | 5      | 23      | 11     |
| Santos (loan)   | Total        | Total          | 2         | 0         | 8       | 6      | 0          | 0          | 0           | 0           | 12      | 5      | 23      | 11     |
| Milan           | 2010–11      | Serie A        | 34        | 14        | 4       | 1      | –          | –          | 7           | 0           | –       | –      | 45      | 15     |
| Milan           | 2011–12      | Serie A        | 28        | 6         | 3       | 1      | –          | –          | 8           | 3           | 1       | 0      | 40      | 10     |
| Milan           | 2012–13      | Serie A        | 23        | 2         | 1       | 0      | –          | –          | 3           | 0           | –       | –      | 27      | 2      |
| Milan           | 2013–14      | Serie A        | 21        | 3         | 2       | 1      | –          | –          | 7           | 1           | –       | –      | 30      | 5      |
| Milan           | Total        | Total          | 106       | 25        | 10      | 3      | 0          | 0          | 25          | 4           | 1       | 0      | 142     | 32     |
| Career total    | Career total | Career total   | 360       | 111       | 31      | 15     | 1          | 0          | 87          | 24          | 16      | 5      | 494     | 155    |

1. 1 2 3  Appearances in the Copa Libertadores
2. 1 2 3 4 5 6 7  Appearances in the UEFA Champions League
3. 1 2  Appearances in the Spanish Supercup
4. ↑  Appearances in the UEFA Europa League
5. ↑  Appearances in the Italian Supercup

### Internațional

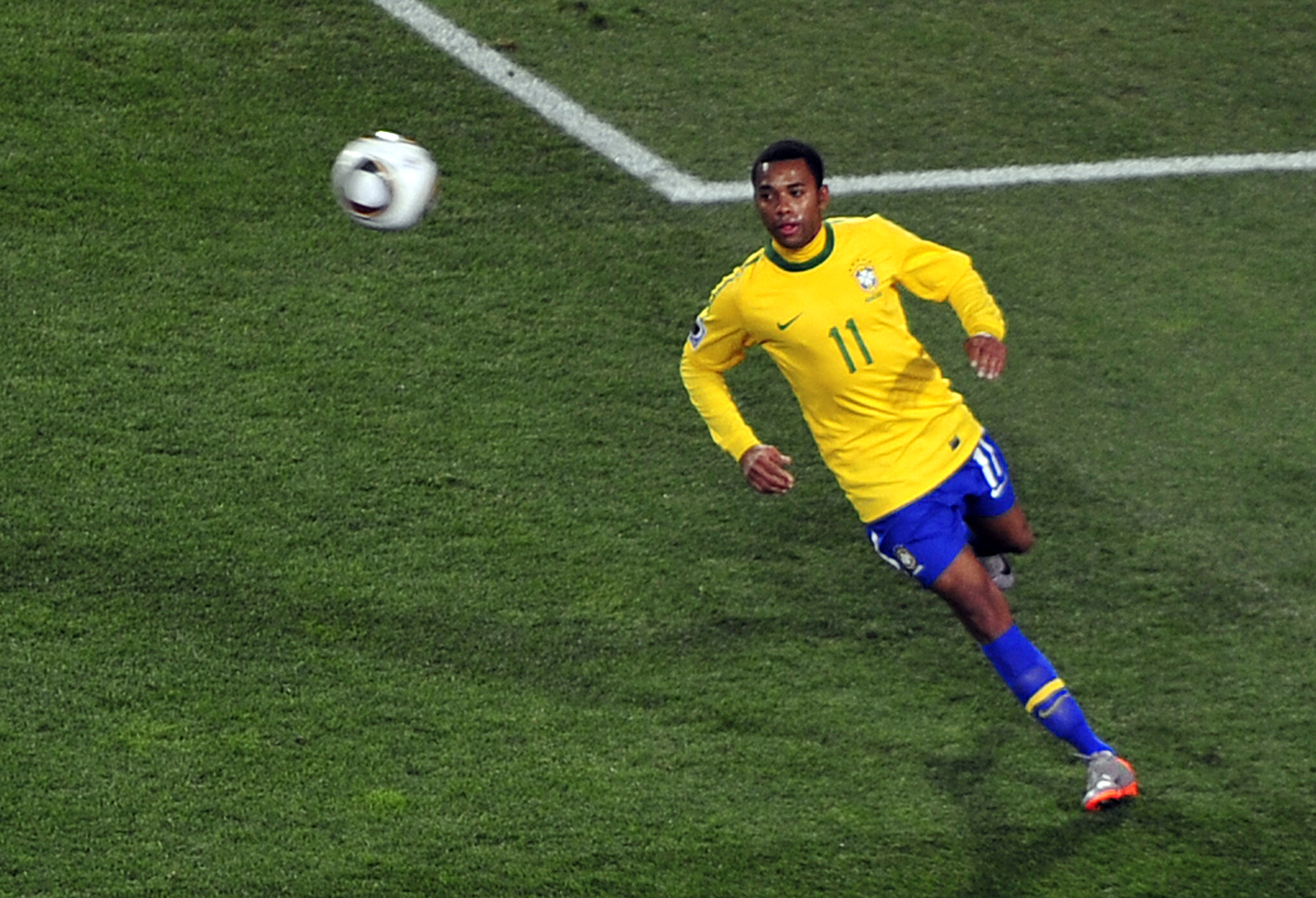
Robinho jucând pentru Brazilia vs Chile la Campionatul Mondial de Fotbal 2010

La 21 noiembrie 2013.
| Națională | Club            | Sezon   | Meciuri | Goluri |
| --------- | --------------- | ------- | ------- | ------ |
| Brazilia  | Santos          | 2003    | 5       | 0      |
| Brazilia  | Santos          | 2004    | 1       | 0      |
| Brazilia  | Santos          | 2005    | 11      | 4      |
| Brazilia  | Real Madrid     | 2005–06 | 10      | 1      |
| Brazilia  | Real Madrid     | 2006–07 | 15      | 6      |
| Brazilia  | Real Madrid     | 2007–08 | 13      | 2      |
| Brazilia  | Manchester City | 2008–09 | 15      | 6      |
| Brazilia  | Manchester City | 2009–10 | 2       | 0      |
| Brazilia  | Santos          | 2010    | 8       | 6      |
| Brazilia  | Milan           | 2010–11 | 9       | 1      |
| Brazilia  | Milan           | 2011–12 | 1       | 0      |
| Brazilia  | Milan           | 2012–13 | 0       | 0      |
| Brazilia  | Milan           | 2013–14 | 2       | 1      |
| Total     | Total           | Total   | 92      | 27     |

## Palmares

### Club
Santos
- Campeonato Brasileiro Série A (2): 2002, 2004
- Campeonato Paulista (1): 2010
- Cupa Braziliei (1): 2010

Real Madrid
- La Liga (2): 2006–07, 2007–08
- Supercupa Spaniei (1): 2008

AC Milan
- Serie A (1): 2010–11
- Supercupa Italiei (1): 2011

### Internațional
Brazilia
- Cupa Confederațiilor FIFA: 2005, 2009
- Copa América: 2007
- CONCACAF Gold Cup

Locul 3: 2003

### Individual
- Copa América: 2007 – Balonul de Aur (cel mai bun fotbalist al turneului)
- Copa América: 2007 – Gheata de Aur (golgheter)
- Bola de Ouro: 2005
- World Soccer Young Player of the Year: 2004–05

## Legături externe
- Robinho la Soccerbase
- Robinho pe site-ul FIFA (arhivat)
- Complete International Record at RSSSF
- Robinho Profile and Stats – Football Database
- Robinho official website – Official Robinho website
- Robinho Stats Arhivat în 23 martie 2009, la Wayback Machine. – Futpédia
- Robinho Profile Arhivat în 6 decembrie 2010, la Wayback Machine. – sambafoot.com